# غاستون مونتيرو
غاستون مونتيرو (بالإسبانية: Gastón Montero)‏ هو لاعب كرة قدم أرجنتيني في مركز الدفاع، ولد في 23 مارس 1986 في بوينس آيرس في الأرجنتين. لعب مع سان مارتين دي سان خوان وفيليز سارسفيلد.

## وصلات خارجية
- غاستون مونتيرو على موقع قاعدة بيانات كرة القدم.إي يو (الإنجليزية)
- غاستون مونتيرو على موقع Soccerway.com (الإنجليزية)